# Henryk Gorgoń
Henryk Kazimierz Gorgoń (ur. 14 lipca 1894 w Kołomyi, zm. 17 stycznia 1974 w Ingolstadt) – pułkownik dyplomowany piechoty Wojska Polskiego.

## Życiorys
Urodził się 14 lipca 1894 w Kołomyi. W czasie I wojny światowej walczył w Legionach Polskich. Był podoficerem w 5 pułku piechoty. 18 marca 1919 został mianowany podporucznikiem ze starszeństwem z dniem 1 marca 1919 i pozostawieniem w macierzystym pułku.
3 maja 1922 został zweryfikowany w stopniu kapitana ze starszeństwem z dniem 1 czerwca 1919 i 484. lokatą w korpusie oficerów piechoty, a 10 lipca 1922 został zatwierdzony na stanowisku dowódcy I batalionu w 41 pułku piechoty w Suwałkach. 31 marca 1924 awansował do stopnia majora ze starszeństwem z dniem 1 lipca 1923 i 128. lokatą w korpusie oficerów piechoty. W czerwcu tego roku został przydzielony do Departamentu I Piechoty Ministerstwa Spraw Wojskowych w Warszawie, pozostając na ewidencji 41 pp. W czerwcu 1926 został przeniesiony z Oddziału I Sztabu Generalnego do 30 pułku piechoty w Warszawie na stanowisko dowódcy II batalionu. Został przeniesiony jako legionista do oddziału, którego żołnierze w czasie zamachu stanu opowiedzieli się po stronie legalnych władz RP. 24 lipca 1928 roku ogłoszono jego przeniesienie do 5 pułku piechoty Legionów w Wilnie na stanowisko zastępcy dowódcy pułku. Latem 1929 roku został zwolniony z zajmowanego stanowiska. W grudniu 1929, po ukończeniu kursu próbnego i odbyciu stażu liniowego, został przyjęty do Wyższej Szkoły Wojennej w Warszawie, w charakterze słuchacza kursu normalnego 1929–1931. 24 grudnia 1929 został awansowany do stopnia podpułkownika ze starszeństwem z dniem 1 stycznia 1930 i 21. lokatą w korpusie oficerów piechoty. Z dniem 1 września 1931, po ukończeniu kursu i uzyskaniu dyplomu naukowego oficera dyplomowanego, został przeniesiony do 58 pułku piechoty w Poznaniu na stanowisko zastępcy dowódcy. Latem 1935 roku obowiązki zastępcy dowódcy przekazał ppłk. Bronisławowi Laliczyńskiemu i objął dowództwo 11 pułku piechoty w Tarnowskich Górach. 19 marca 1938 został awansowany do stopnia pułkownika. 
W kampanii wrześniowej był dowódcą zgrupowania północnego Grupy Operacyjnej „Śląsk”. Po zakończeniu kampanii przebywał w niemieckiej niewoli, między innymi w Oflagu VII A Murnau. Po wyzwoleniu z niewoli pozostał na emigracji. Osiedlił się w Republice Federalnej Niemiec. 
Zmarł 17 stycznia 1974 w Ingolstadt w Bawarii. Jego prochy zostały pochowany w grobowcu matki na cmentarzu Rakowickim w Krakowie (kwatera XXIVB-14-7).

## Ordery i odznaczenia
- Krzyż Złoty Orderu Wojennego Virtuti Militari
- Krzyż Srebrny Orderu Wojskowego Virtuti Militari (1921)[17]
- Krzyż Niepodległości (24 października 1931)[18]
- Krzyż Walecznych (czterokrotnie)
- Złoty Krzyż Zasługi (24 maja 1929)[19]
- Medal 10 Rocznicy Wojny Niepodległościowej (Łotwa)[20]